# Нохо
Нохо (англ. NoHo) — скорочення від (англ. North of Houston Street) — історичний район та нейборгуд у Нижньому Манхеттені в Нью-Йоркському боро Мангеттен. Обмежений Мерсер-стріт на заході та Бауері на сході, а також на сході 9-ї вулиці на півночі до сходу на Х'юстон-стріт на півдні.
Комісія зі збереження пам’яток Нью-Йорка оголосила більшу частину території зі 125 будинками історичним районом, розділеним на історичний район Нохо та історичний район Нохо-іст, створений у 2003 році.

## Історія
У 1748 році швейцарський лікар Джейкоб Сперрі створив перший у місті ботанічний сад поблизу нинішнього перетину Лафайєт-стріт і Астор-плейс. У той час він знаходився приблизно в 1,6 км на північ від розвиненої частини міста і служив місцем відпочинку для людей із сучасного центру. У 1804 році Джон Джекоб Астор купив це місце у Сперрі та здав його в оренду Джозефу Делакруа. Делакруа побудував на цьому місці заміський курорт під назвою Воксхолл Гарденс, сади раніше розташовувалися далі центра міста, в Трайбеці.